# Service fédéral de la propriété intellectuelle
Le Service fédéral de la propriété intellectuelle (en russe : Федеральная служба по интеллектуальной собственности), communément appelé Rospatent (Роспатент), est une agence gouvernementale russe chargée de la propriété intellectuelle. Son ancien nom était « Service fédéral de la propriété intellectuelle, des brevets et des marques ».
Dans l’ex-Union soviétique, il existait le Comité d’État pour les inventions et les découvertes (Goskomizobretenie, en russe : Госкомизобретений). Il tenait un registre des inventions et des découvertes et délivrait des droits d'auteurs et des brevets.
Au 1er août 2020, 476 905 marques nationales et 220 513 marques internationales étaient enregistrées auprès du Service fédéral russe de la propriété intellectuelle, et 266 104 brevets avaient été délivrés.